# Batangas City
Batangas City (Filipino: Lungsod ng Batangas) ist eine philippinische Großstadt. Sie liegt an der Südküste der Hauptinsel Luzón, in der Region CALABARZON und ist Hauptstadt der Provinz Batangas.
Batangas verfügt über einen Seehafen und ist ein wichtiges Zentrum für den Umschlag und die Weiterverarbeitung landwirtschaftlicher Produkte aus der Region. Zentrale Kirche ist die Basilika der Unbefleckten Empfängnis von 1857.
Zur Gemeinde gehört Verde Island, die besonders bei Tauchsportlern bekannt ist.

## Söhne und Töchter
- Ramón Cabrera Argüelles (* 1944), römisch-katholischer Geistlicher, emeritierter römisch-katholischer Erzbischof von Lipa
- Moises Cuevas (* 1973), römisch-katholischer Geistlicher, Apostolischer Vikar von Calapan
- Gaudencio Rosales (* 1932), römisch-katholischer Geistlicher, emeritierter römisch-katholischer Erzbischof von Manila